# Nănești (okręg Bacău)
Nănești – wieś w Rumunii, w okręgu Bacău, w gminie Parincea. W 2011 roku liczyła 762 mieszkańców.